# 刺太阳盘虫
刺太阳盘虫（学名：Heliodiscus echiniscus）为镜盘虫科太阳盘虫属的动物。分布于中太平洋、印度洋，包括东海等海域。